# مداخله الهی (آلبوم)
«مداخله الهی» (به انگلیسی: Divine Intervention) آلبومی از گروه موسیقی ترش متال اسلیر است که در سال ۱۹۹۴ میلادی منتشر شد.